# Dicranomyia marshalli
Dicranomyia marshalli är en tvåvingeart som beskrevs av Alexander 1920. Dicranomyia marshalli ingår i släktet Dicranomyia och familjen småharkrankar.
Artens utbredningsområde är Zimbabwe. Inga underarter finns listade i Catalogue of Life.